# Almoghul
Almoghul é uma cidade do Afeganistão, localizada na província de Balkh.